# Сандарово (станция)
Санда́рово — железнодорожная станция Большого кольца МЖД в одноимённой деревне городского округа Чехов Московской области. Входит в Московско-Смоленский центр организации работы железнодорожных станций ДЦС-3 Московской дирекции управления движением. По характеру основной работы является промежуточной, по объему выполняемой работы отнесена к 4 классу.
Станция Сандарово открыта в 1943 году. Своё название станция получила от деревни Сандарово, примыкавшей к территории станции с юга.
Почтовый индекс: 142350, код налогового органа: 5048, код ОКАТО: 46256555001. Судебный участок № 265.
Станция имеет путевое развитие, состоящее из девяти путей и нескольких тупиков для погрузки-разгрузки грузовых вагонов и ремонта подвижного состава. На пристанционной территории расположены трёхэтажное административное здание, вокзал с билетной кассой (к северу от путей), складские помещения, несколько служебных построек и магазин «Продукты» ОРС НОД-6. Станционные постройки и сооружения выдержаны в сине-белой цветовой гамме, характерной для Киевского направления Московской железной дороги. Станция Сандарово является пограничной между Московско-Смоленским и Московско-Курским регионами Московской железной дороги. Собственно граница между регионами проходит восточнее, за платформой 283 км.
Станция осуществляет приём и выдачу грузов как подвагонными, так и мелкими отправками.
В Сандарове две низкие пассажирские платформы: островная и боковая (со стороны вокзала). Платформы прямые, полной длины (на 12 вагонов).
Все маршруты, следующие через станцию — проходящие, через станцию следуют 5 (6 по выходным дням) проходящих пар электропоездов (один из этих поездов в сторону Бекасова-1 следует резервом), курсирующих на участке Бекасово-1 — Столбовая — Детково. При этом часть поездов следует от/до более далёких конечных - Кубинка-2, Поварово-2, Апрелевка, Яганово. В 90-е годы станция являлась конечной для некоторых электропоездов.
Среднее время в пути электропоезда от Сандарова до Бекасова-1 — 1 час 2 минуты. До Апрелевки — 2 часа 22 минуты (с заходом в Бекасово-1 — 2 часа 35 минут). До станции Столбовая — 12 минут.
От Сандарова возможно прямое безостановочное движение поездов на Курское направление МЖД как в сторону Москвы-Курской, так и в сторону Тулы-1. Движение поездов в направлении станции Детково возможно как с заходом на станцию Столбовая, так и напрямую через мост над путями Курского направления МЖД. Все электропоезда следуют через станцию Столбовая; транзитные же грузовые и скорые пассажирские составы, как правило, идут на Детково напрямую.
Ранее главные пути станции переходили в соединительные с курским ходом, в связи с этим грузовые поезда по БМО шли с отклонениями, снижая скорость до 40 км/ч. В обе стороны от станции Сандарово пути имеют уклон до 5,5‰, а поезда следуют тяжёлые, до 6000 тонн, и разгоняться с 40 км/ч, следуя в затяжной подъём, им несколько тяжеловато. В конце 2000-х годов была переделана западная горловина станции, главными путями стали первый и четвёртый пути со стороны вокзала и станционных построек, и грузовые поезда по БМО следуют без снижения скорости на отклонениях.
У восточной горловины станции расположен нерегулируемый железнодорожный переезд.

## Галерея

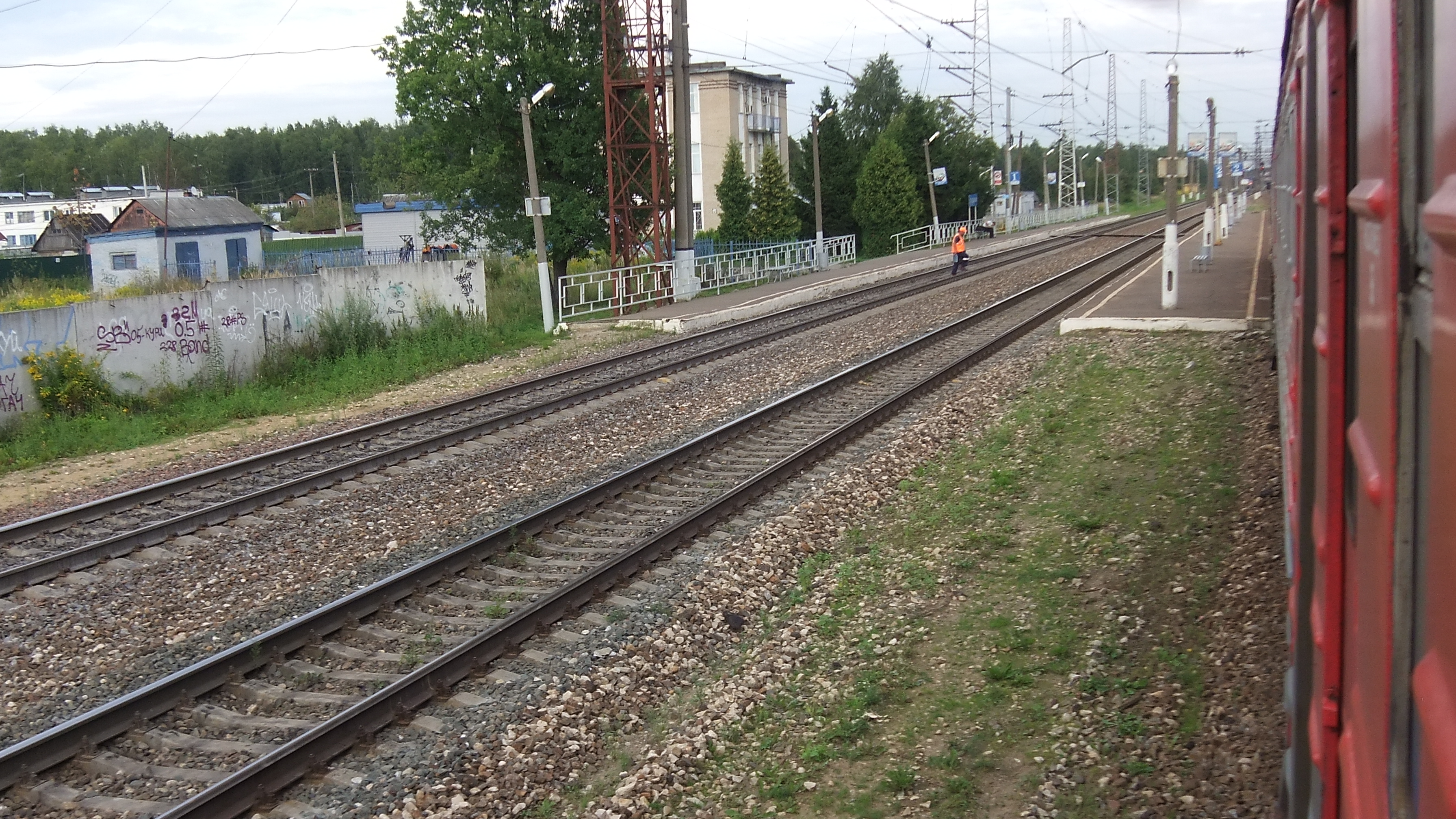
Платформы, вид с запада
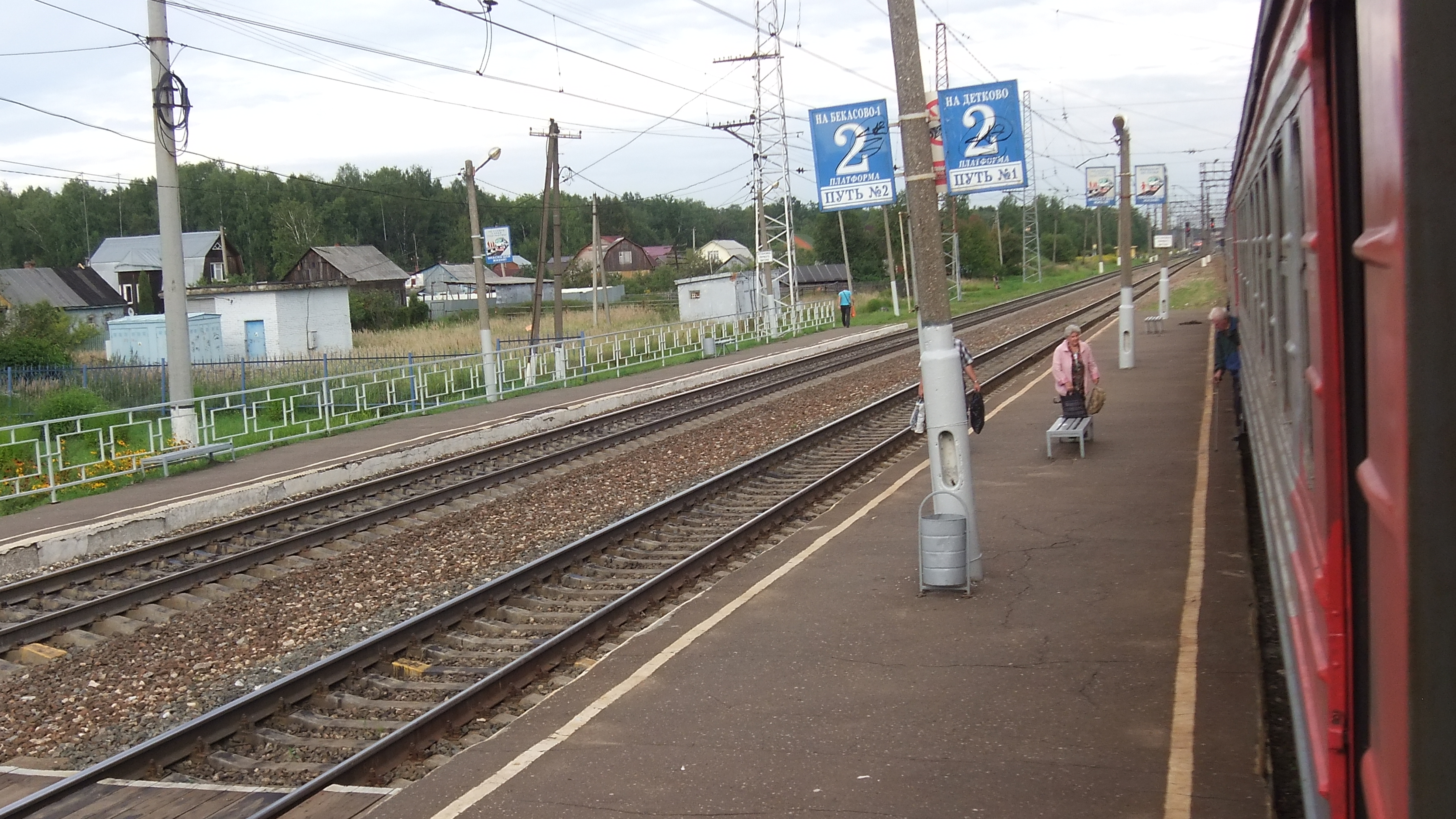
Платформы, вид на восток
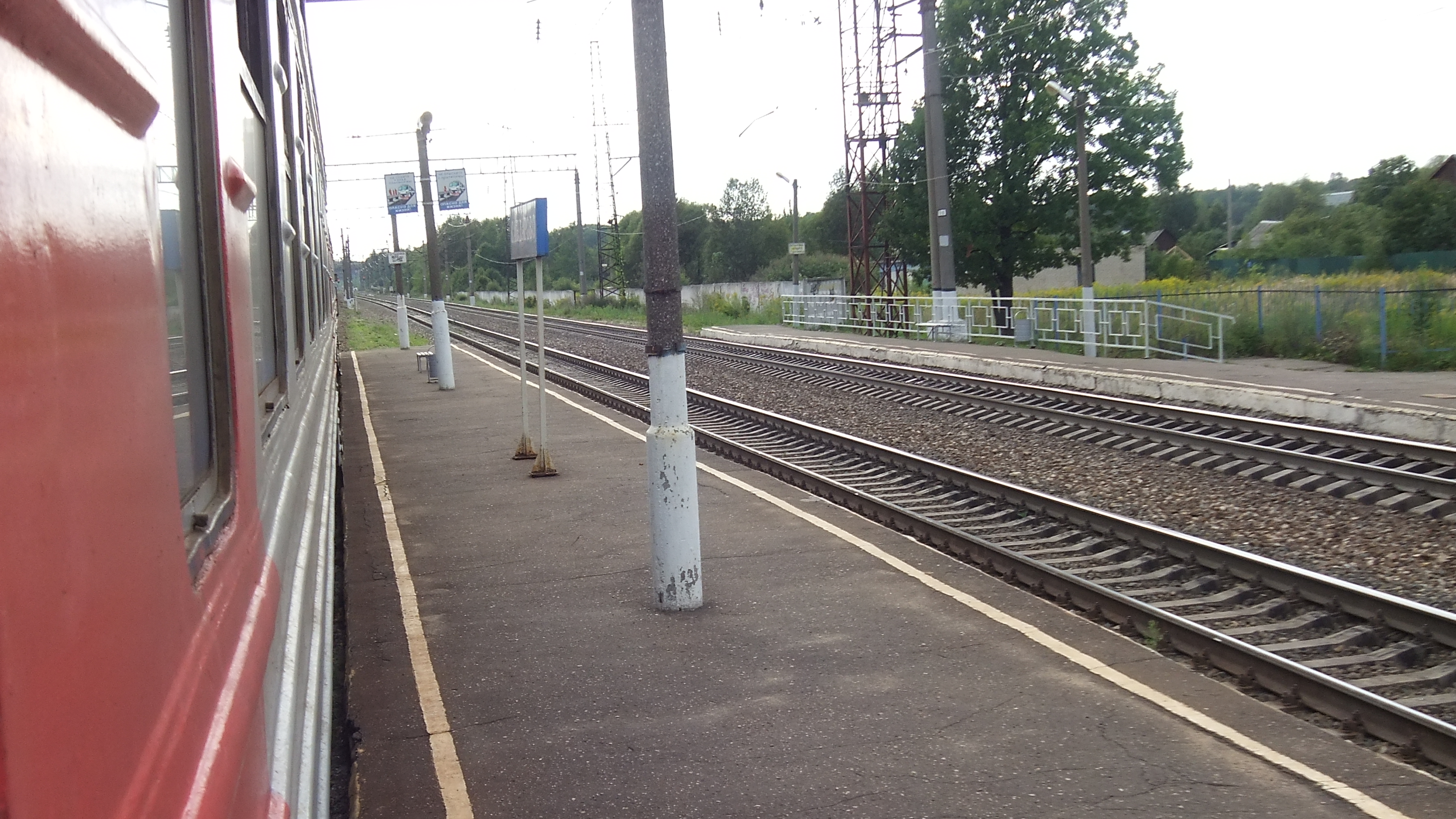
Платформы, вид на запад
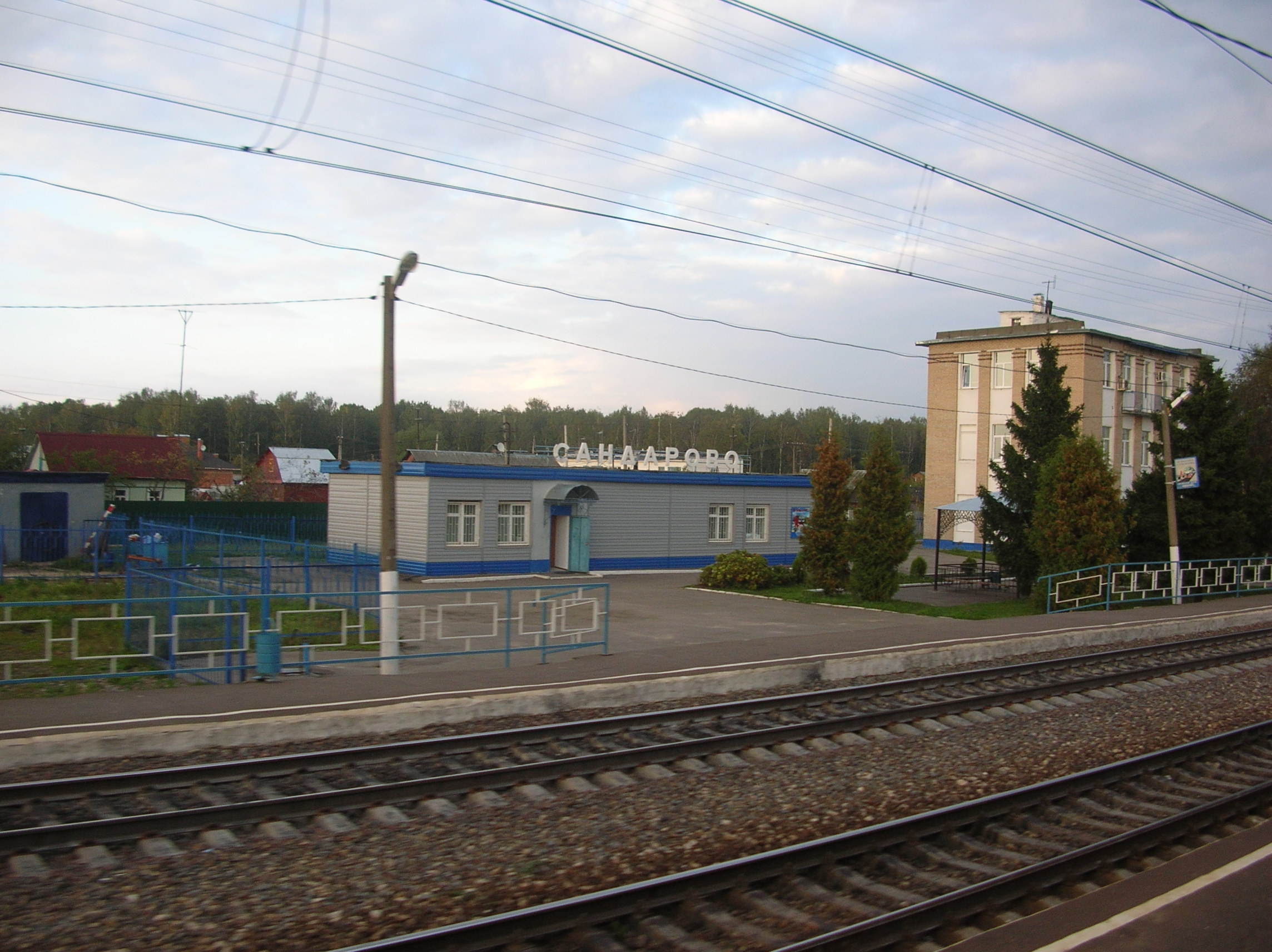
Станционные здания
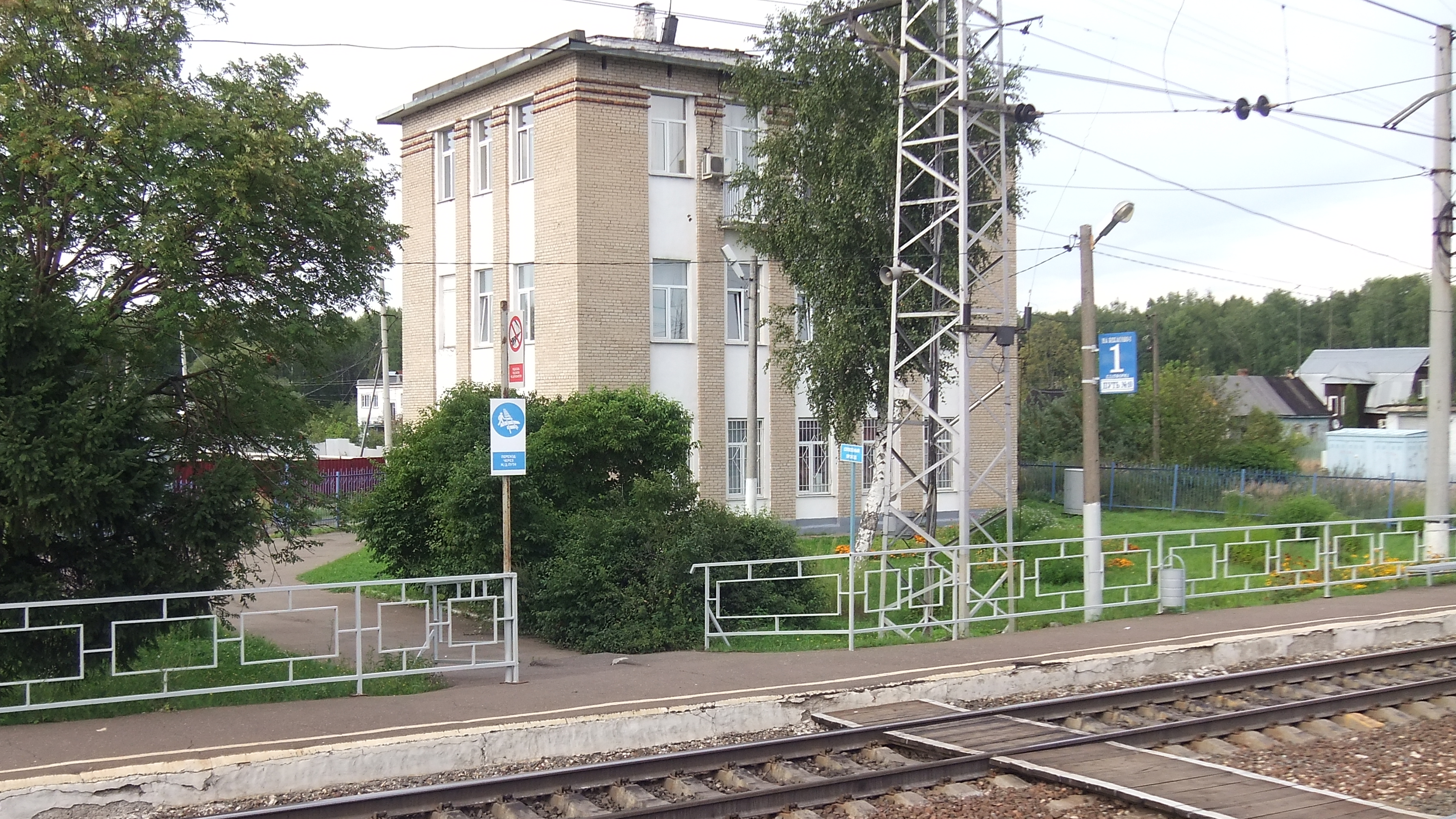
Трёхэтажное здание ДСП
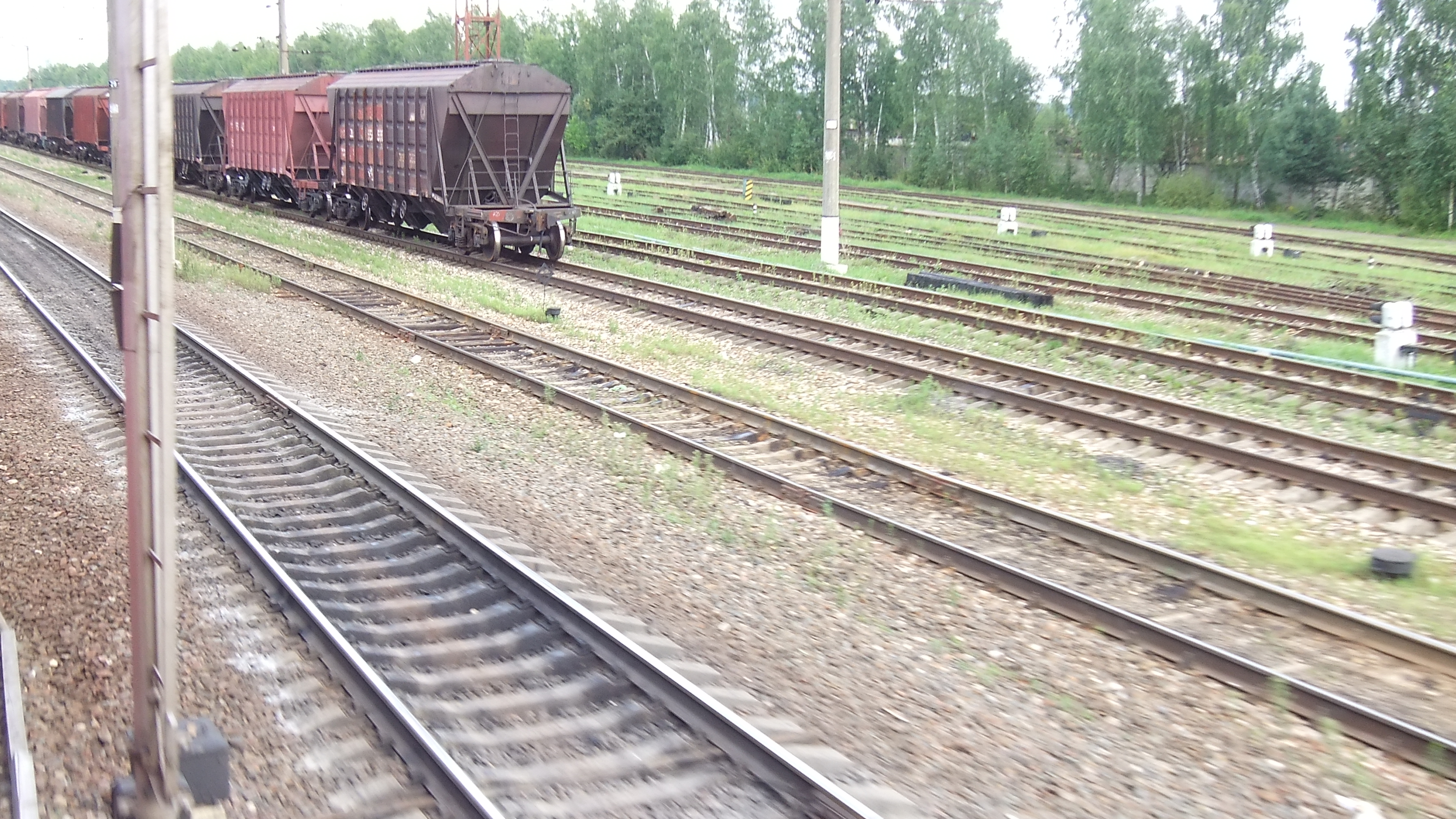
Грузовые пути к югу от платформ
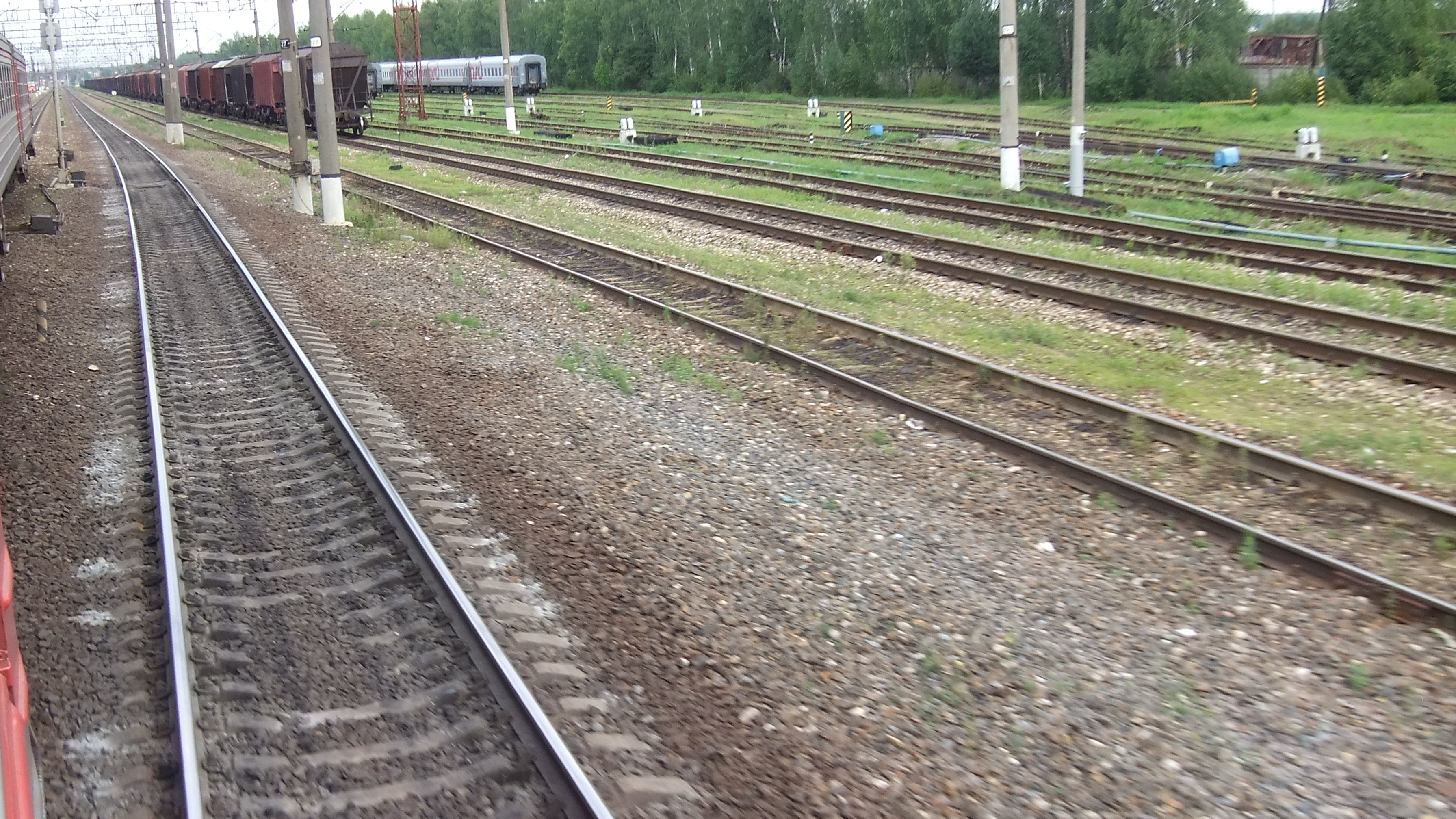
Пути, вид с южной горловины
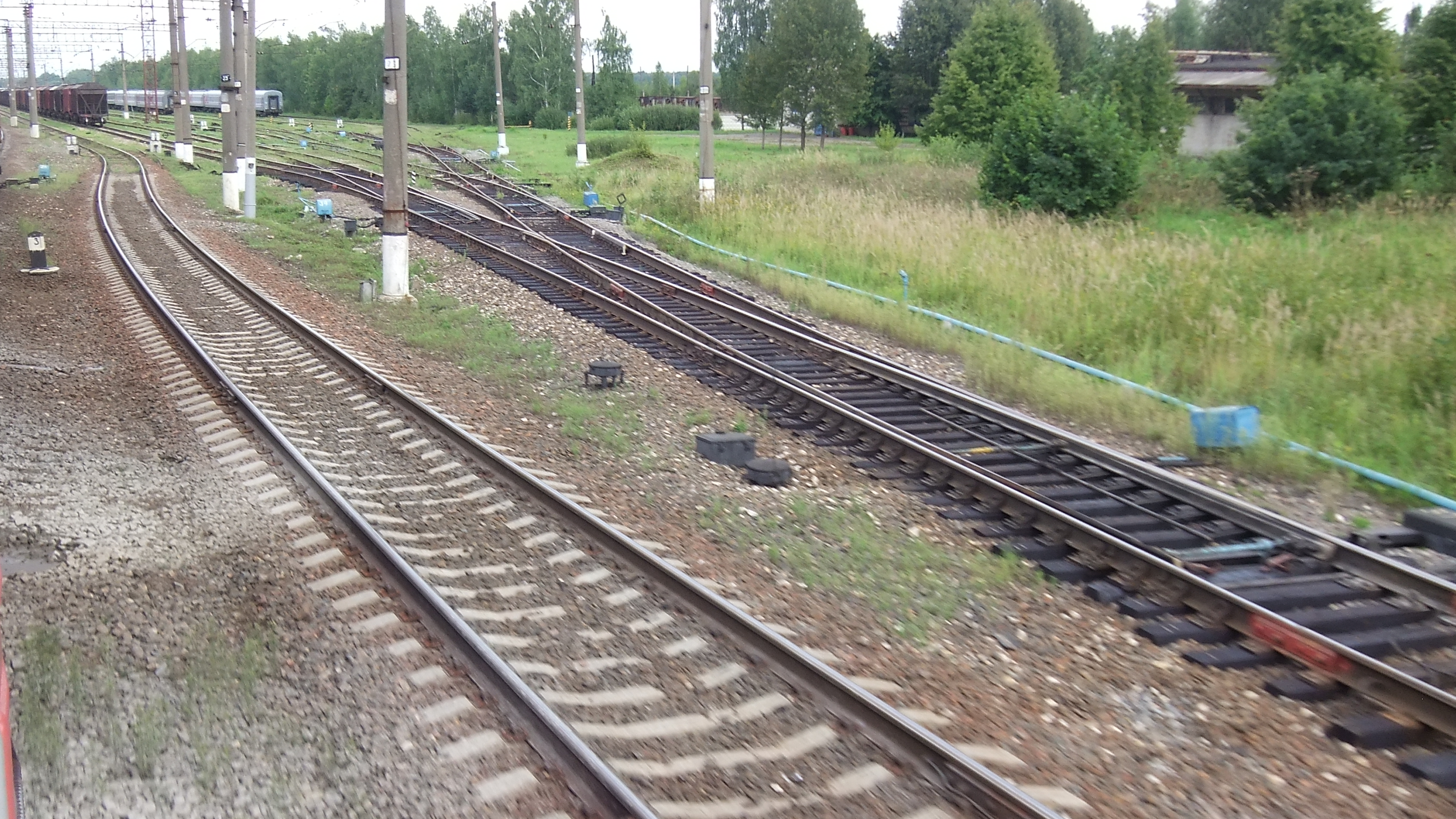
Пути, вид с южной горловины